# Summit (Illinois)
Summit é uma aldeia localizada no estado americano de Illinois, no Condado de Cook.

## Demografia
Segundo o censo americano de 2000, a sua população era de 10.637 habitantes.
Em 2006, foi estimada uma população de 10.318, um decréscimo de 319 (-3.0%).

## Geografia
De acordo com o United States Census Bureau tem uma área de 5,9 km², dos quais 5,5 km² cobertos por terra e 0,4 km² cobertos por água.

## Localidades na vizinhança
O diagrama seguinte representa as localidades num raio de 4 km ao redor de Summit.